# アリスガーデン

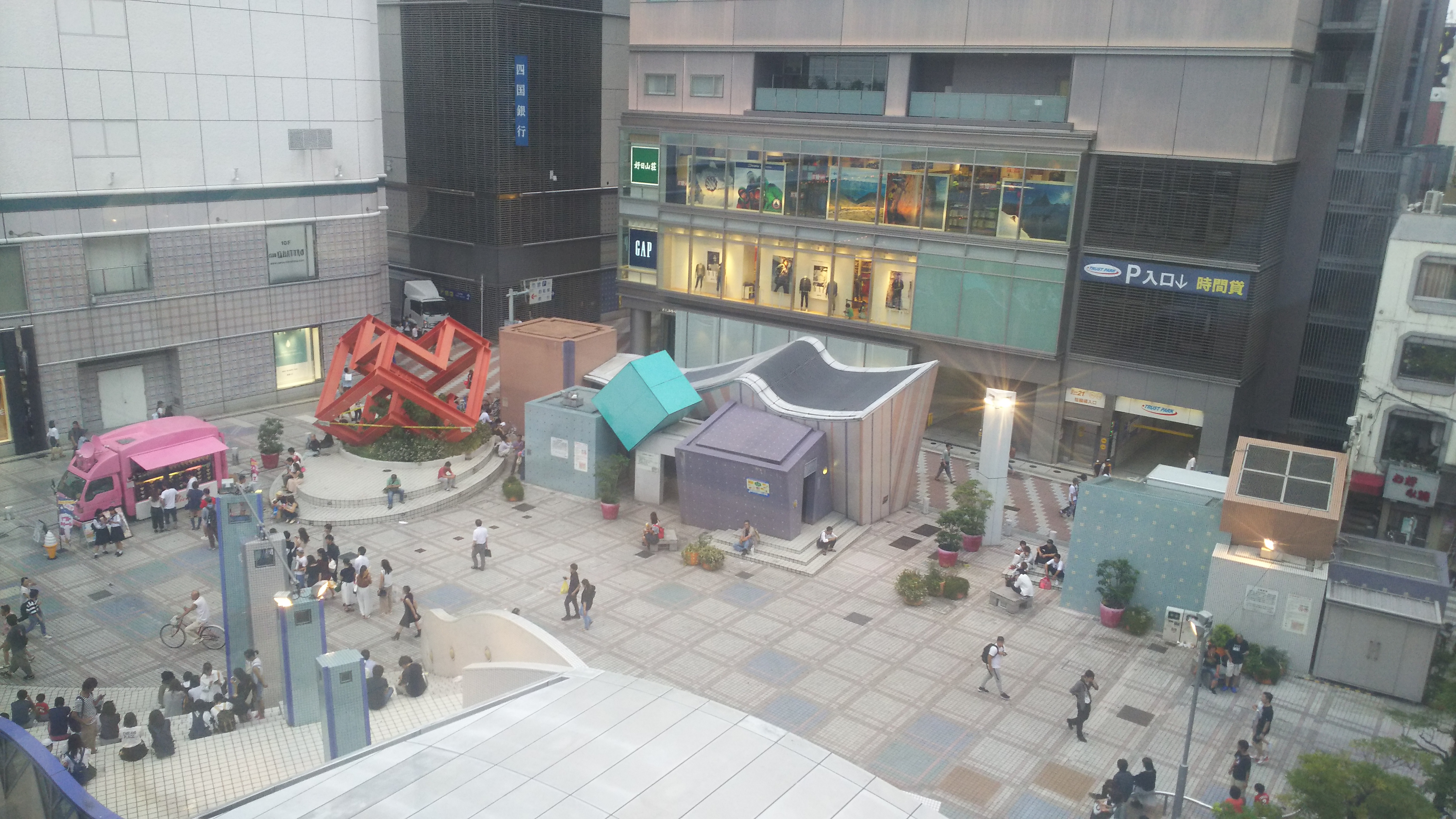
BIG アリスガーデン全景。GAPの入っているビルは広島ZERO GATE、四国銀行の看板のあるビルは広島パルコ新館、左の建物は広島パルコ本館

アリスガーデン（ALICE GARDEN）は、広島県広島市中区新天地8番にあるイベント広場の愛称である。正式名称は広島市西新天地公共広場（ひろしましにししんてんちこうきょうひろば）。

## 概要

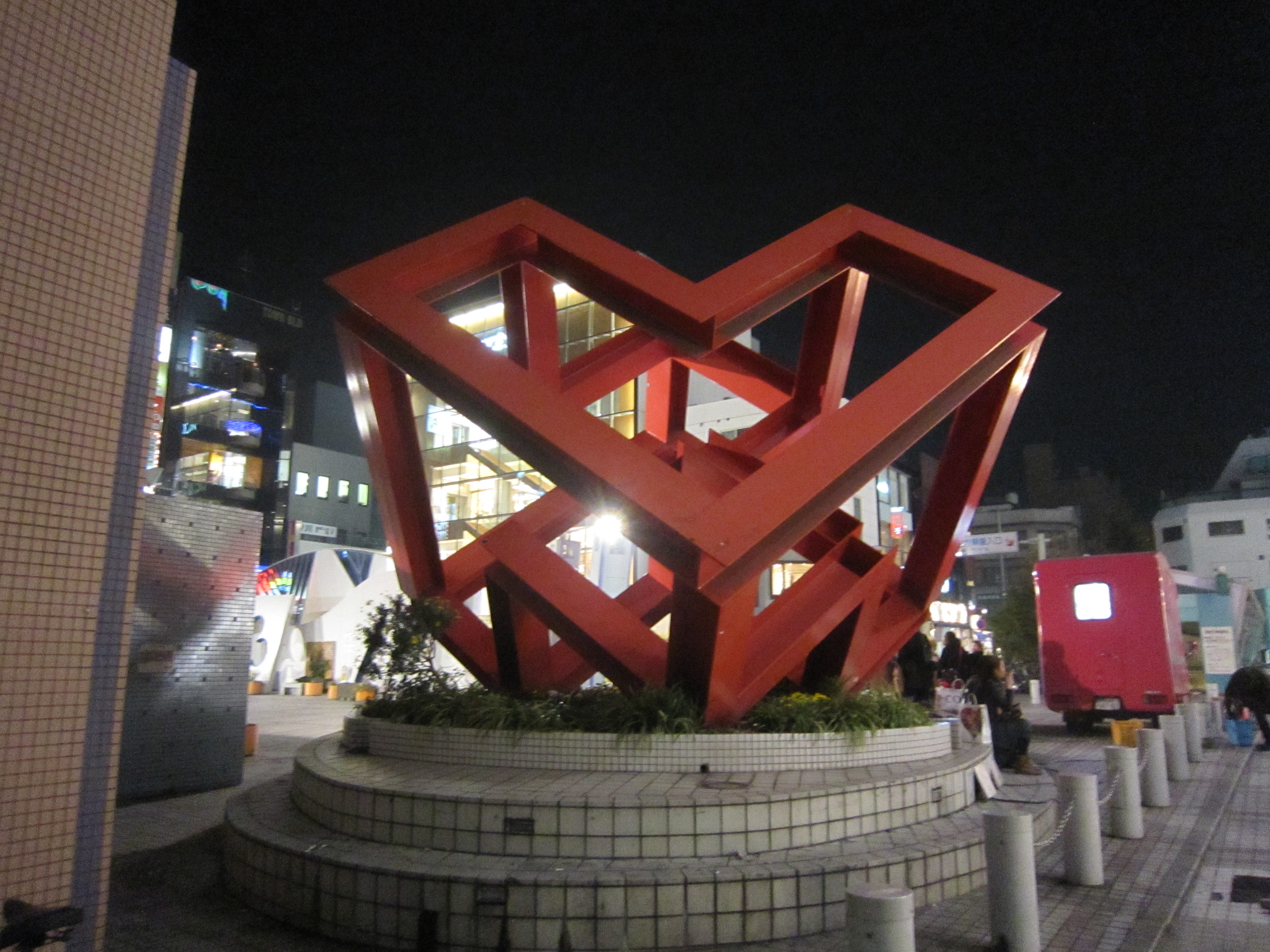
アリスガーデンのオブジェ。

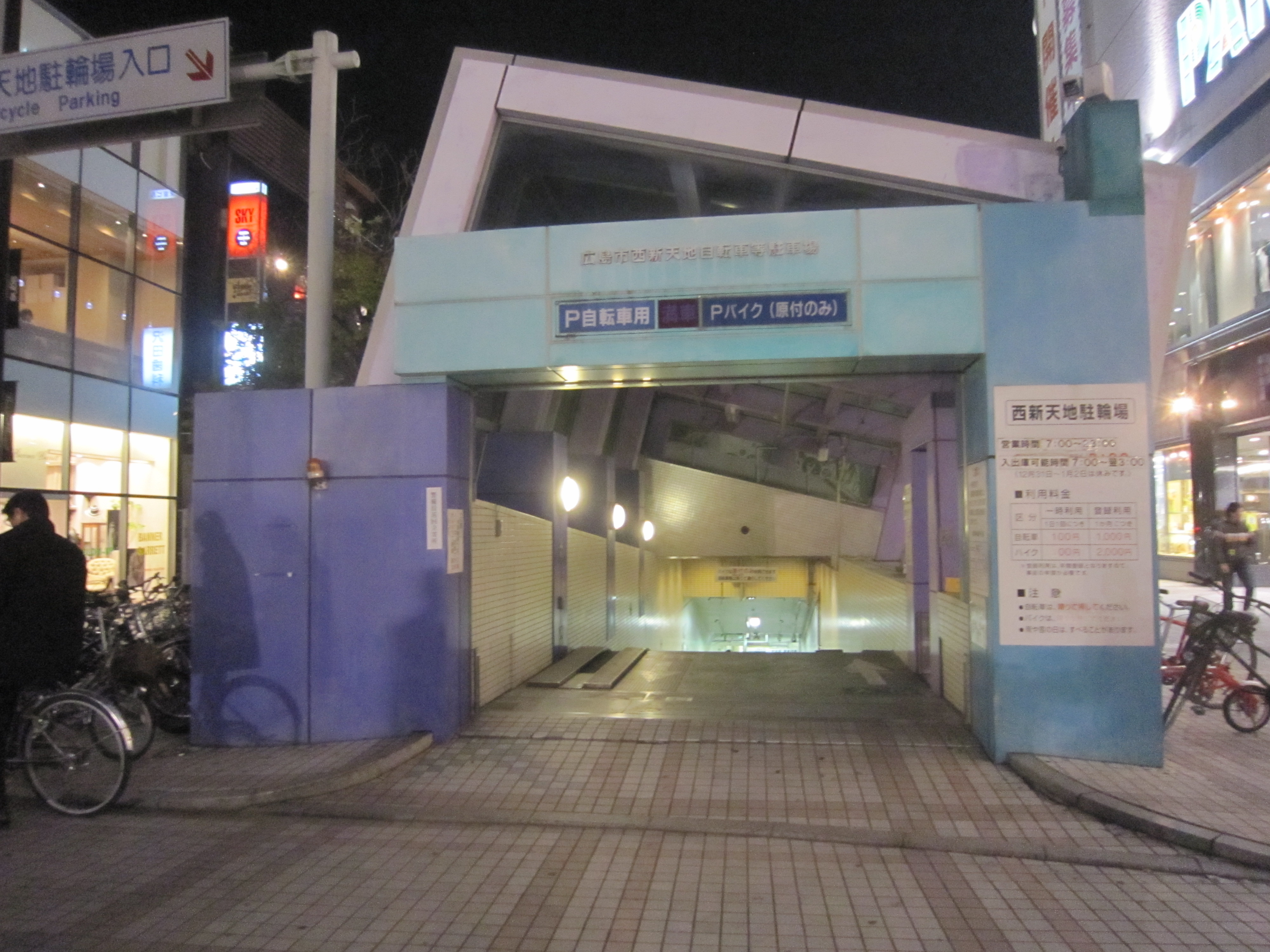
アリスガーデンの地下にある駐輪場への入り口。

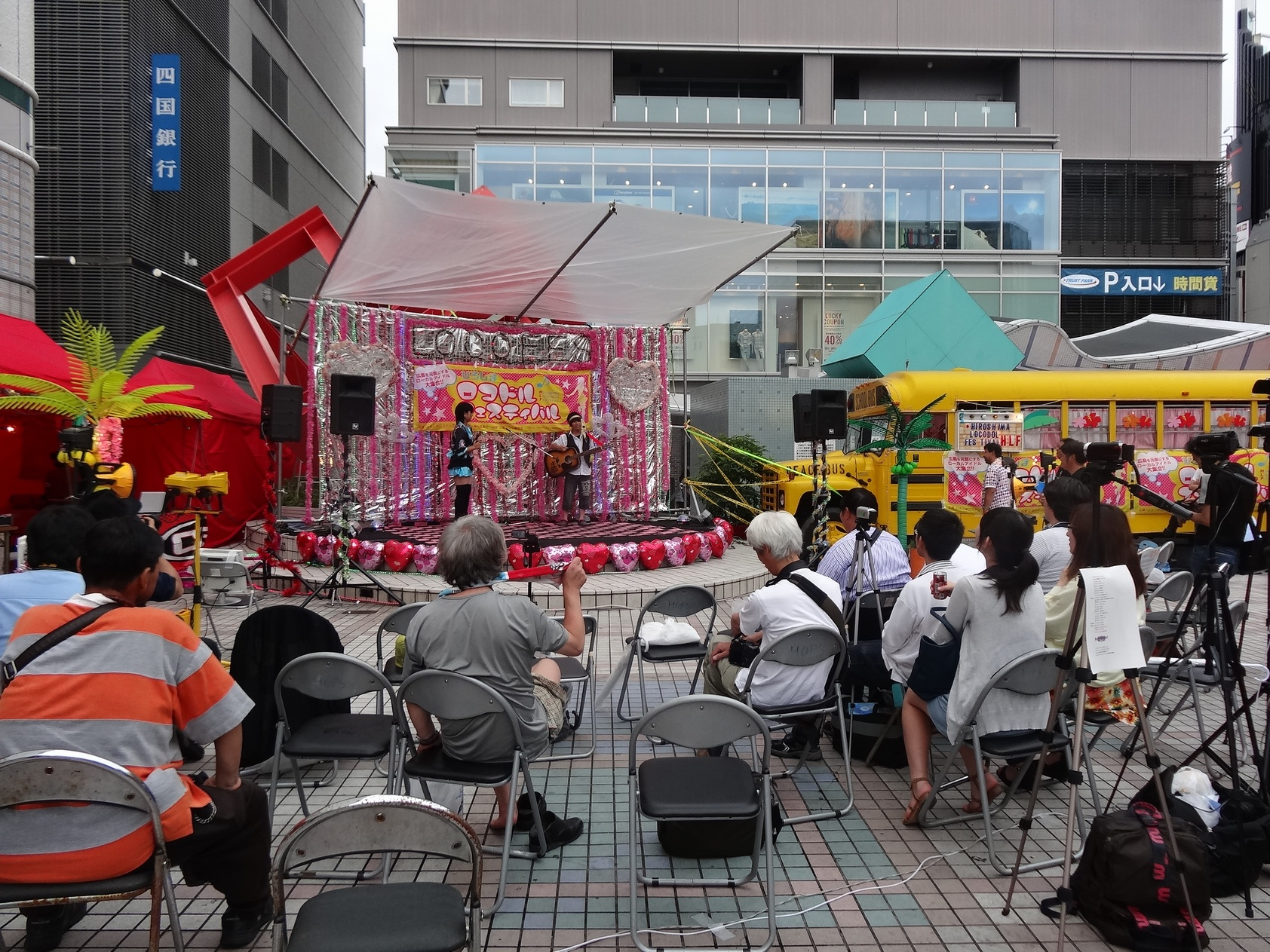
ステージ利用例（ひろしまロコドルフェスティバル、2014年6月）

- 広島市の繁華街の中心部に位置し、広場には広島PARCOや広島東宝ビル（広島パルコ運営の広島ZERO GATE・広島ワシントンホテル）などの商業施設が隣接している[1]ほか、本通り商店街や並木通りにも近く[2]、広島パルコとともに待ち合わせ場所としても親しまれている。

- 広場は東西31m、南北44mの街区を整備したものであり、面積は約1,500 m2である。広場内に「アリスカフェ」（テイクアウトカフェ）がある[1]。同カフェに隣接して設置されているオブジェの前方の曲線部分は、イベント時にはステージとして利用することができるよう設計されており（ステージとしての仕様は面積14m2、高さ50cm）、その際は西側にある階段が約100人収容の客席として利用される[1]。このほか、アリスガーデンの地下には駐車場（200台）と駐輪場が整備されている[1][2]。

- 広場の管理は、指定管理者のエムケイ興産が行っている[3]。

## 沿革
- 1945年8月6日 - 原爆投下により広島市は壊滅状態となった。かつてこの場所は歓楽街であった。
- 1951年9月22日 - 新天地劇場（のちの広島宝塚会館、現 広島東宝ビル）がオープン。
- 1957年 - 広島市による戦災復興都市計画の土地区画整理事業により、広場に整備された。この頃、中央通りが開通。程なくして、50軒近くのお好み焼き屋台が広場で営業するようになる。これが現在では観光名所になっているお好み村のルーツである。
- 1961年11月3日 - 隣接地にイズミのスーパー1号店であるいづみ八丁堀店開業。（のちのウィズワンダーランド→ヤマダ電機→ドン・キホーテ）
- 1965年 - 広場で営業していた屋台が立ち退いた。衛生上、景観上の悪化の懸念と、周辺商店との競合などを理由に広島市が立ち退きを要求していたのである。立ち退き後公園として整備された。この時整備された広場は遊具などが設置された、いわゆる児童公園のような姿であった。
- 1967年 - 屋台を営業していたうちの移転先が見つからなかった14店が広場の隣接地（お好み村の現在地）にプレハブ風の2階建ての建物を建設し、「お好み村」を復活させる。
- 1985年 - イズミ八丁堀店が、広島初のファッションビル、ウィズワンダーランドに業態変換。若者向けの洋服店や雑貨店などのテナントが入るビルとなる。
- 1994年 - 広島市による再開発事業「金座街地区市街地再開発事業」で、「アリスガーデン」が整備された。コンセプトは「都会のおもちゃ箱」。総工費は5億6000万円で、愛称は2000以上の公募から選ばれた。広島アジア大会の開催にあわせたもので、広島PARCOもこの事業によって開業している。
- 1997年9月 - 若者のケンカが原因で3人がナイフで刺される事件が発生（裁判の結果十数名で1名を取り囲むなどの状況からみて被告が主張する正当防衛ではなく過剰防衛と判決が下る）。この頃から周辺での暴走族や若者が深夜まで騒ぐことなどが問題視される。街灯の消灯する時間が、市と周辺住民との間で論議となる。
- 2002年11月23日 - 広島市暴走族追放条例事件が発生する。
- 2004年4月20日 - ウィズワンダーランドが閉館。
- 2004年6月11日 - ウィズワンダーランド跡地にヤマダ電機テックランド広島中央本店がオープン。
- 2011年8月31日 - アリスガーデンの東側に隣接していた、広島宝塚会館が閉館。新天地劇場時代から60年の歴史に幕を下ろした。
- 2012年3月4日 - ヤマダ電機テックランド広島中央本店が天満屋八丁堀店跡地へ移転するため閉店。
- 2012年10月26日 - ヤマダ電機テックランド広島中央本店跡地にドン・キホーテ広島八丁堀店がオープン。
- 2013年10月10日 - 旧広島宝塚会館の跡地に、広島東宝ビルが完成し、広島PARCO運営の広島ZERO GATEと広島ワシントンホテルがオープン。

## 広場の周囲にある施設
- お好み村
- 広島パルコ（本館・新館）
- 広島東宝ビル - 広島PARCO運営の広島ZERO GATEと広島ワシントンホテルが入っているビル。2011年まで広島宝塚会館であった。
- 広島ZERO GATE2 - WEGOがテナント
- ドン・キホーテ広島八丁堀店 - 1961年に「いづみ八丁堀店」（イズミのスーパー1号店）として開店、ファッションビルへの業態変更に伴い、「ウィズワンダーランド」となり、その後「ヤマダ電機」となった。ヤマダ電機移転後、現在はドン・キホーテとなっている。

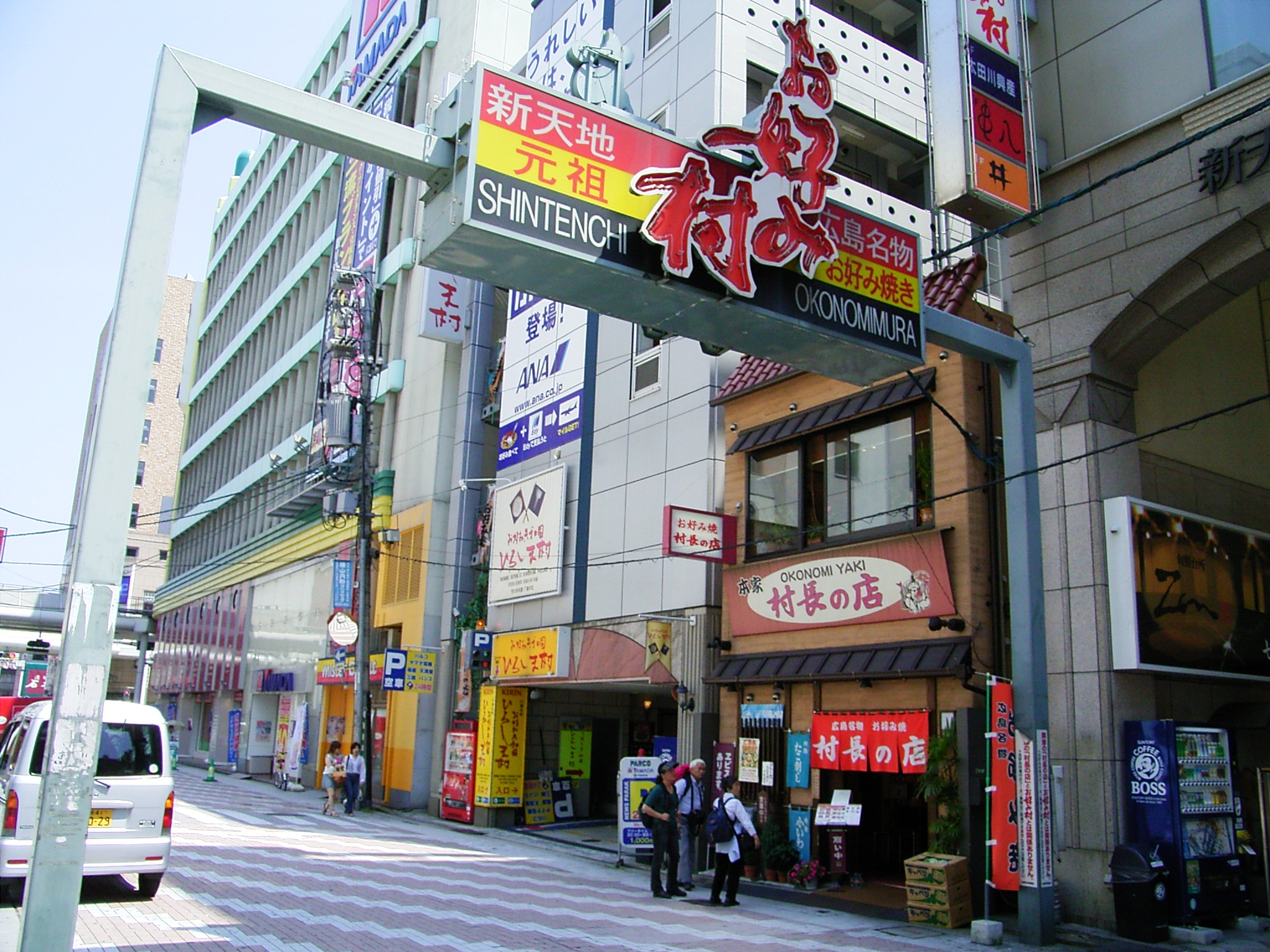
お好み村
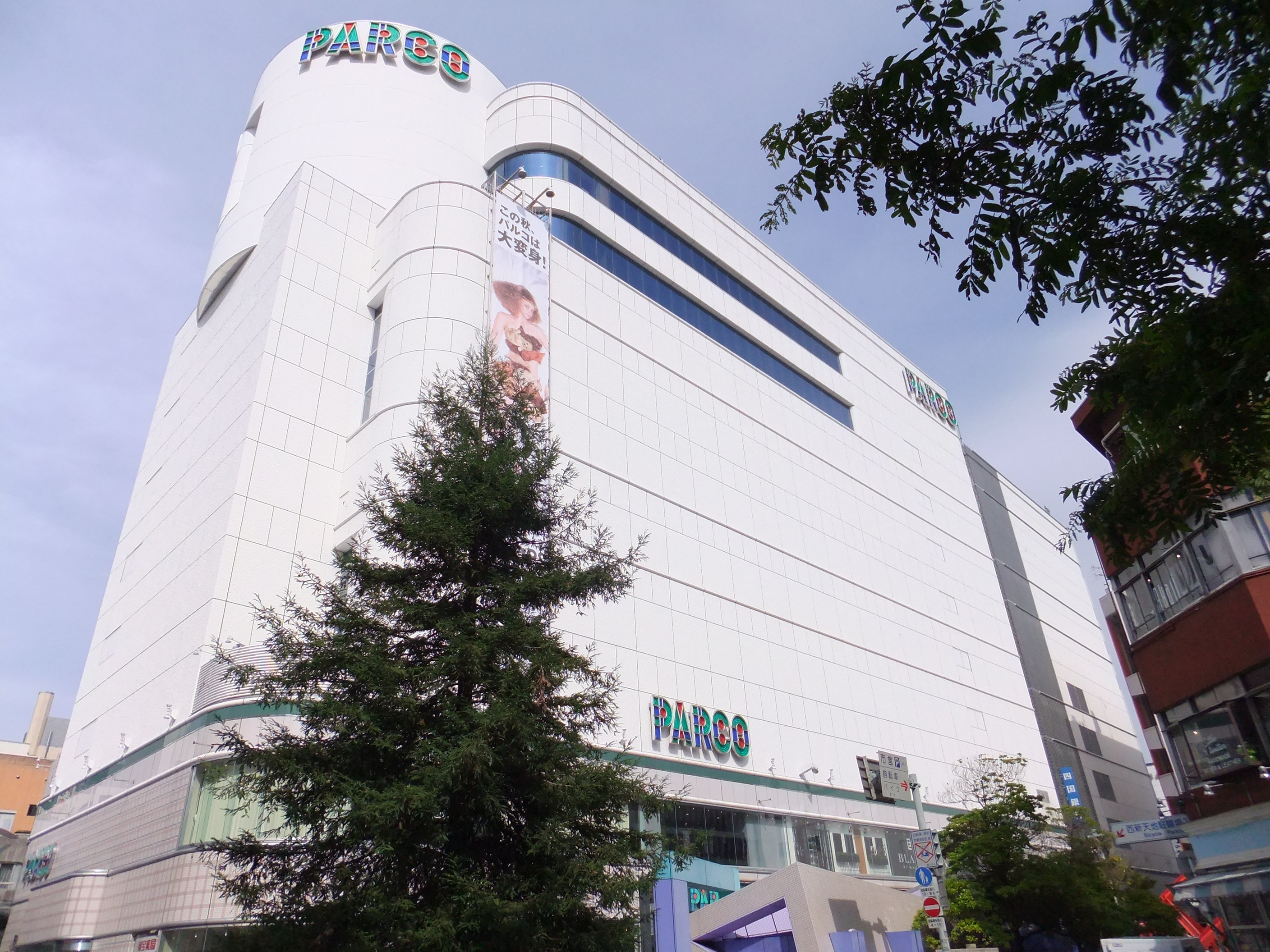
広島パルコ本館
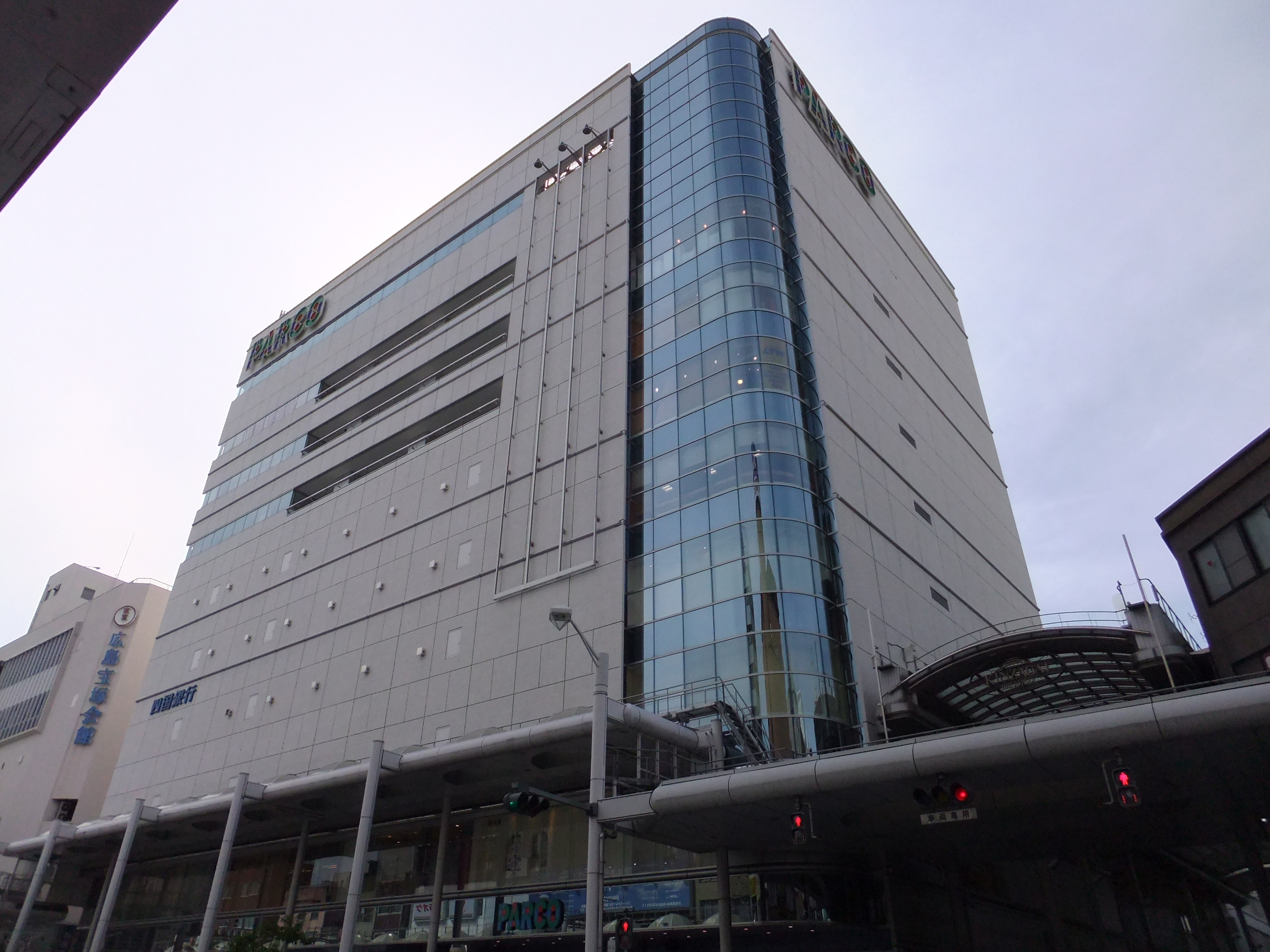
広島パルコ新館
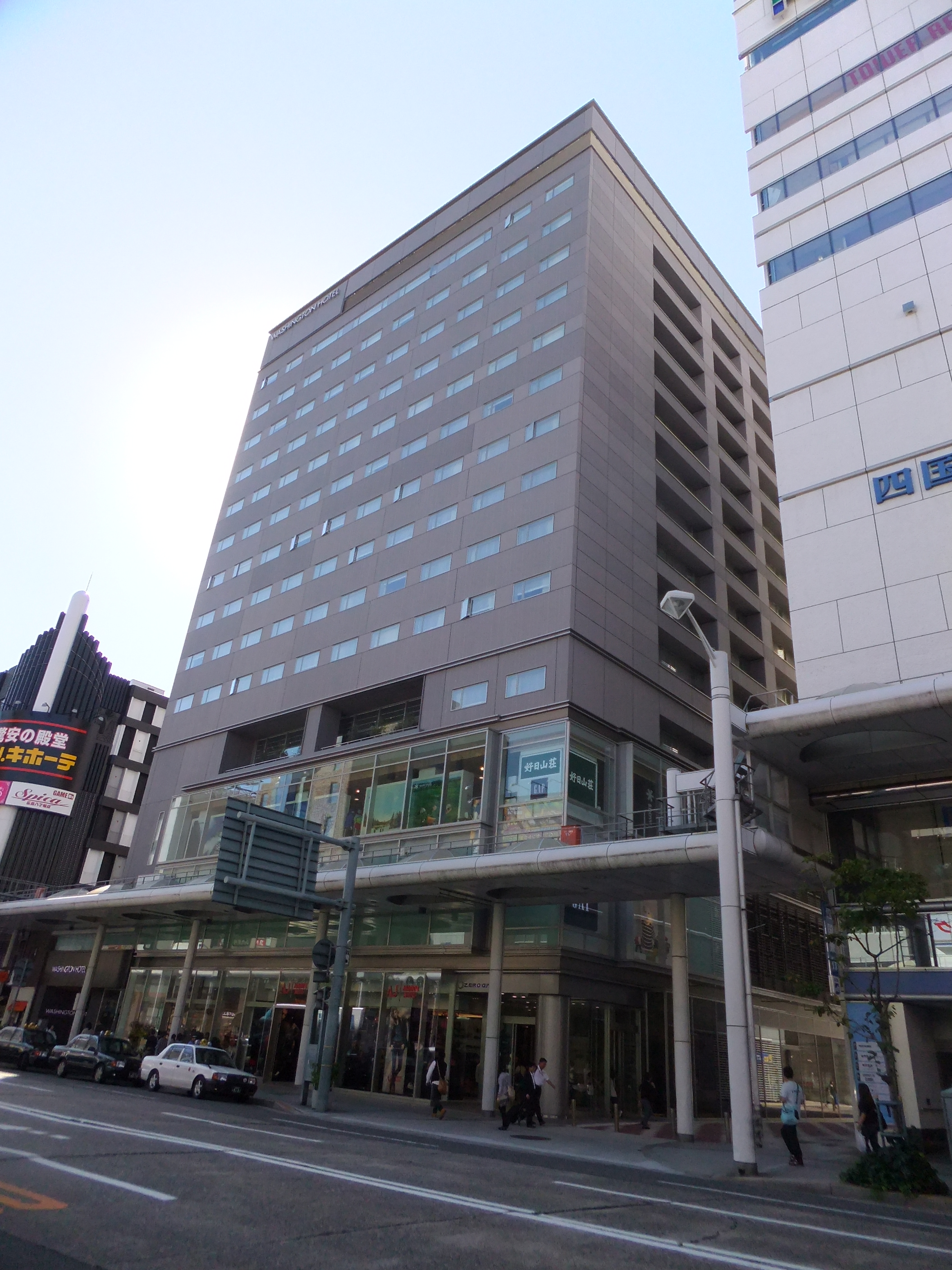
広島東宝ビル（広島ZERO GATE、ワシントンホテル）
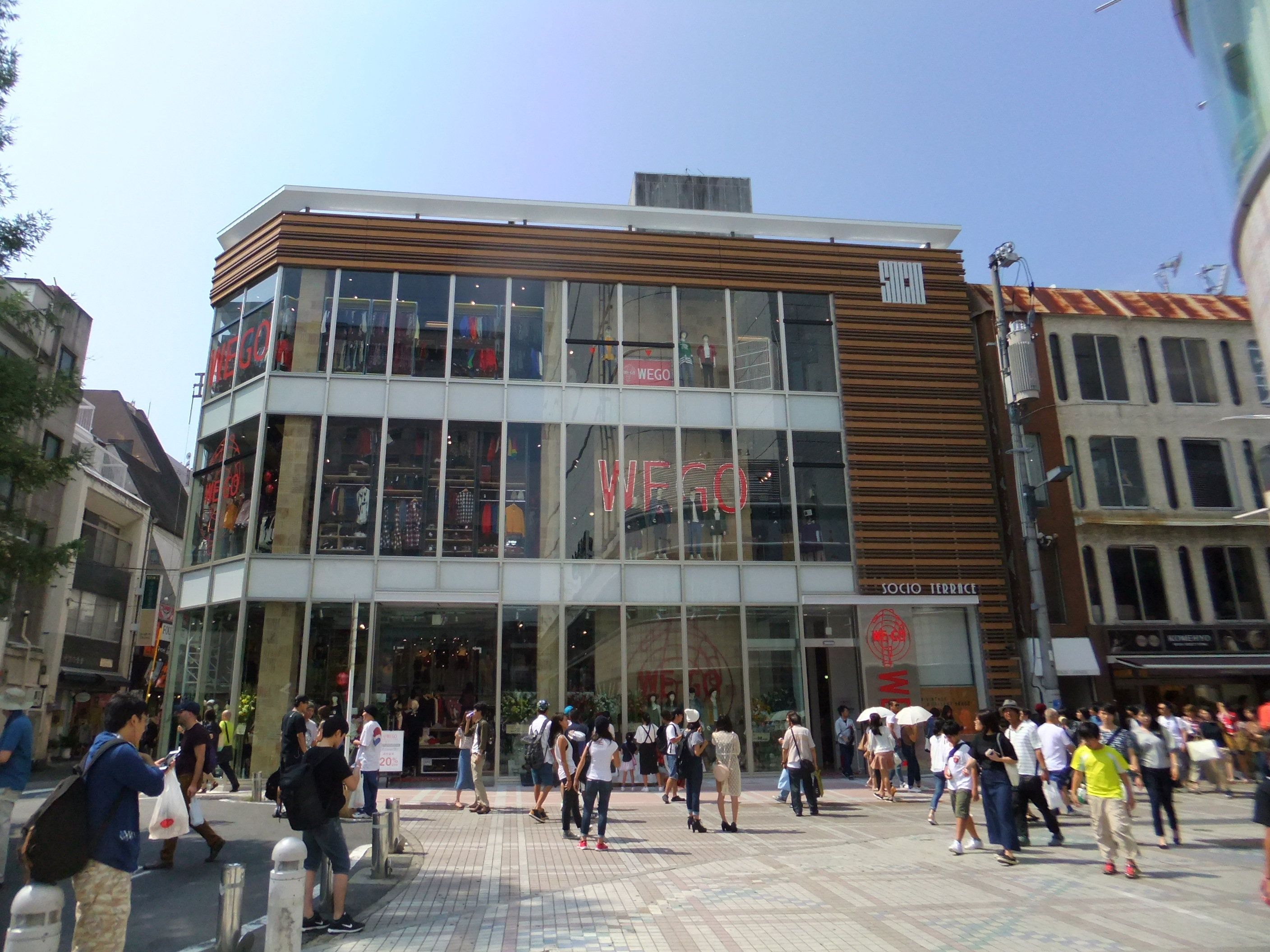
広島ZERO GATE2
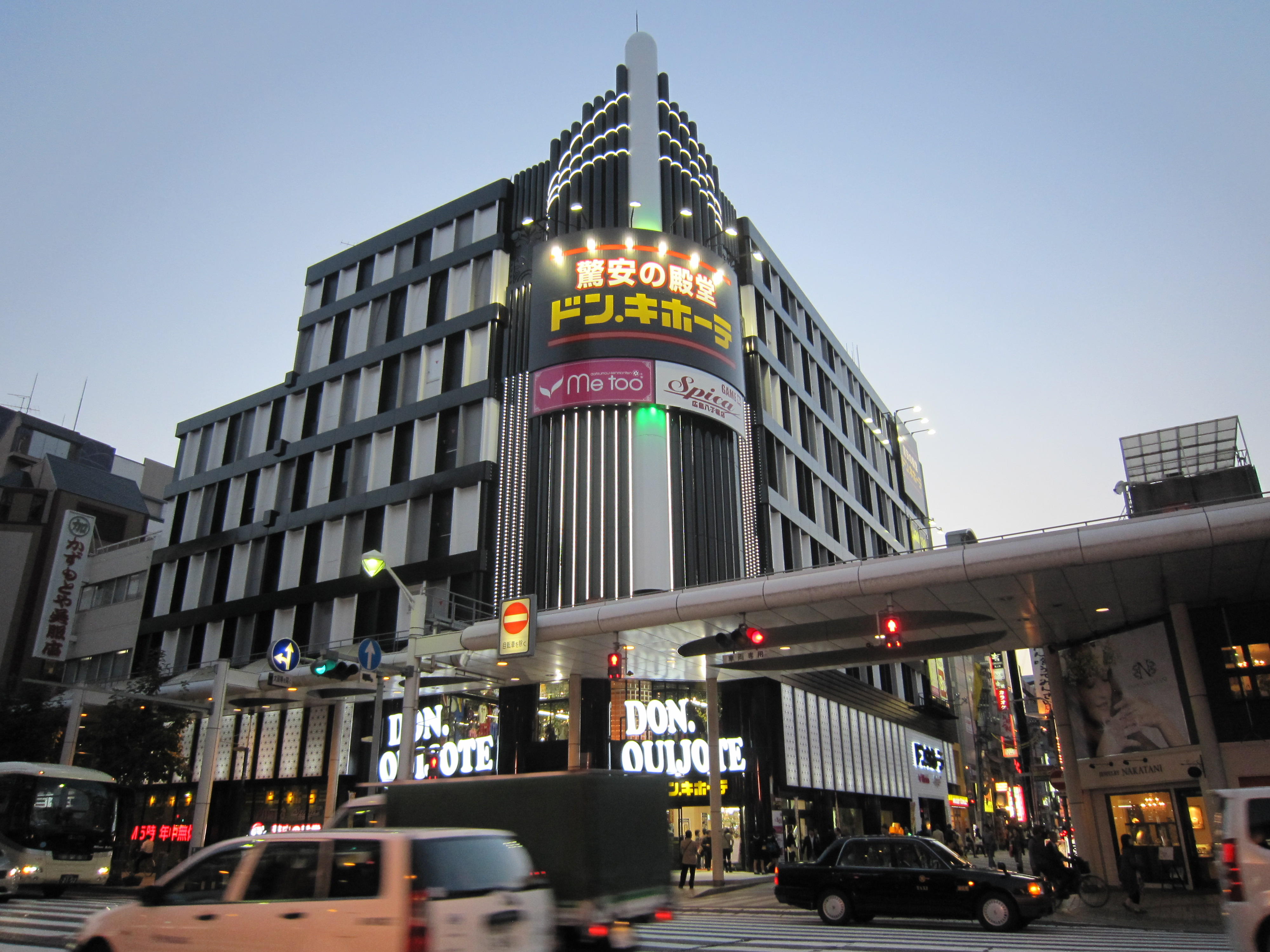
ドン・キホーテ広島八丁堀店

## 交通アクセス
出典：
鉄道
- 広島電鉄 八丁堀電停より徒歩5分。
- アストラムライン 本通駅より徒歩10分。

バス
- 「八丁堀」バス停

車
- 山陽自動車道広島ICより約25分。
- 広島空港より約60分